# Max Holsboer
Max Gerhard Holsboer, även Holzboer, född 29 juli 1883 i Davos, död 12 januari 1958 i Zürich, var en schweizisk ishockeyspelare. Han kom på femte plats i Antwerpen 1920.